# ミッキーの王子と少年
ミッキーの王子と少年（The Prince and the Pauper）は、アメリカ合衆国で1990年11月16日にウォルト・ディズニー・アニメーション・スタジオで製作されたアニメ映画。またミッキーマウスの短編映画がスクリーンで同時上映されたのはアメリカで1989年再公開の「ミッキーとあざらし」以来1年ぶりのことであり、ミッキーマウスの新作アニメ映画は「ミッキーのクリスマスキャロル」以来7年ぶりである。同時上映は「ビアンカの大冒険 ゴールデン・イーグルを救え!」。

## キャスト
| キャラクター           | 声                     | 日本語吹替 |
| ---------------------- | ---------------------- | ---------- |
| ミッキーマウス         | ウェイン・オルウィン   | 青柳隆志   |
| 王子                   | ウェイン・オルウィン   | 田中秀幸   |
| ピート                 | アーサー・バーグハート | 大平透     |
| ドナルドダック         | トニー・アンセルモ     | 山寺宏一   |
| グーフィー             | ビル・ファーマー       | 島香裕     |
| プルート               | ビル・ファーマー       | 原語版流用 |
| ホーレス・ホースカラー | ビル・ファーマー       | 阪脩       |
| クララベル・カウ       | エルビア・オールマン   | 滝沢久美子 |
| ウィズル               | ビル・ファーマー       | 龍田直樹   |
| ウィズル               | エルビア・オールマン   | 緒方賢一   |
| ブタ                   | チャーリー・アドラー   | 茶風林     |
| 農民                   | チャーリー・アドラー   | 不明       |
| 路上の男               | チャーリー・アドラー   | 不明       |
| 国王                   | フランク・ウェルカー   | 川久保潔   |
| 大司教                 | フランク・ウェルカー   | 藤本譲     |
| 子供                   | トレバー・アイスター   | 大谷育江   |
| 子供                   | ロッキー・クラコフ     | 折笠愛     |
| ナレーター             | ロイ・ドットリス       | 鈴木勝美   |

## スタッフ
出典
- 製作 - ダン・ラウンズ
- 監督 - ジョージ・スクリブナー、ジャック・キニー
- 原作 - マーク・トゥエイン,、ワシントン・アービング
- 脚本 - ゲリット・グラハム、アードマン・ペナー他
- アニメーション監督 - アンドレアス・デジャ、フランク・トーマス他
- 音楽 - ニコラス・パイク、オリバー・ウォーレス

## ソフト化
VHS「ミッキーの王子と少年」
1994年5月20日にブエナ ビスタ ジャパンからVHSが発売。（型番 - VWSJ4000）
LD「ミッキーの王子と少年」
1995年11月25日にパイオニアLDCからLDが発売。（型番 - PILA-1349）
VHS「Disney とっておきの物語 ミッキーの王子と少年」
1995年11月17日にブエナ ビスタ ホーム エンターテイメントからVHSが発売。（型番 - VWSJ4078）
DVD「ミッキーの王子と少年」
2003年6月20日にブエナ ビスタ ホーム エンターテイメントから発売。（型番 - VWDS4608）

## ストリーミング配信
日本では過去にディズニーデラックスで配信されたことがある。現在はDisney+で配信されているが、日本語字幕版のみとなっており、日本語吹き替え版は配信されていない。